# Holi
Ne doit pas être confondu avec Holli.
Pour l’article homonyme, voir Holi.
La Holi (होली (holī)), parfois appelée fête des couleurs ou Phalguna, est une fête hindoue originaire de l'Inde célébrée vers l'équinoxe de printemps. Elle trouve son origine dans la Vasantotsava, à la fois un sacre du printemps et célébration de la fertilité. Elle est fêtée notamment dans certaines régions de l'Inde du Nord durant deux jours au cours de la pleine lune du mois de Phalguna qui est en février ou mars. La Holi est dédiée à Krishna dans le nord de l'Inde et à Kâma dans le sud. Holi est une des célébrations les plus anciennes en Inde et qui existait déjà dans l'antiquité.
Holi est fêtée avec une ferveur particulière en Orissa et dans la région de Mathura, ville de naissance de Krishna. C'est une célébration emblématique du monde indien qui est néanmoins surtout observé dans la moitié nord de l'Inde, au Deccan (Maharashtra, Goa et nord du Karnataka) et au Népal. Ailleurs, elle peut être inconnue (au Cachemire, y compris parmi les cachemiris hindous) ou célébrée de façon plus sporadique (festivités du Kama ou Manmada Dahanam dans certains temples et certaines régions du Tamil Nadu, de l'Andhra Pradesh et du Karnataka), notamment dans les grandes villes et les milieux cosmopolites. Holi est aussi fêtée parmi les populations diasporiques nord-indiennes et népalaises, telles qu'en Guyana, au Suriname, à Trinité-et-Tobago, en Amérique du Nord, au Royaume-Uni, aux Pays-Bas, en Afrique de l'Est, à Maurice, aux Fidji, etc.
Dans le sikhisme, il correspond à la fête du Hola Mohalla, célébré le jour suivant Holi ou bien le même jour en fonction des changements calendaire.

## Déroulement
La nuit du premier jour de la fête, un feu est allumé pour rappeler la crémation de Holika, une démone brûlée par Vishnu. Holi veut dire « brûler » et provient du mot Holika. Les pigments de couleurs remplacent aujourd'hui les cendres, dont les hindous se recouvraient le visage.
Le deuxième jour, connu sous le nom de Rangapanchami, les gens, habillés en blanc, circulent avec des pigments de couleurs qu'ils se jettent l'un à l'autre, il est alors d'usage de s'excuser, après avoir sacrifié au rite coloré, par « Bura na mano, Holî hai » (« Ne soyez pas fâché, c'est la Holi » en hindi). C'est aussi l'occasion de s'inviter à partager des mets préparés spécialement pour l'occasion, notamment le bhang, boisson traditionnelle à base de cannabis.
Les pigments que se jettent les gens ont une signification bien précise : le vert pour l'harmonie, l'orange pour l'optimisme, le bleu pour la vitalité et le rouge pour la joie et l'amour.
Selon l'écrivain indianiste Alain Daniélou, la fête de Holi c'est « le jour où toutes les castes se mêlent, où les inférieurs ont le droit d'insulter tous ceux devant qui ils ont dû s'incliner pendant toute l'année ».

## Évocations dans la fiction
Holi est fréquemment représentée dans le cinéma indien, par exemple dans Holi Ke Din, le film d'action Sholay (Ramesh Sippy, 1975), Ang Se Ang Lagana, le thriller Darr (Yash Chopra 1993), Soni Soni dans le drame romantique Mohabbatein (Aditya Chopra, 2000), Lahu Munh Lag Gaya, la tragédie Ram-Leela (Sanjay Leela Bhansali, 2013), Badri Ki Dulhania, le drame/film d'amour Badrinath Ki Dulhania (2017) ou encore Balam Pichkari dans la comédie romantique Yeh Jawaani Hai Deewani (Karan Johar, 2013).

## Galerie

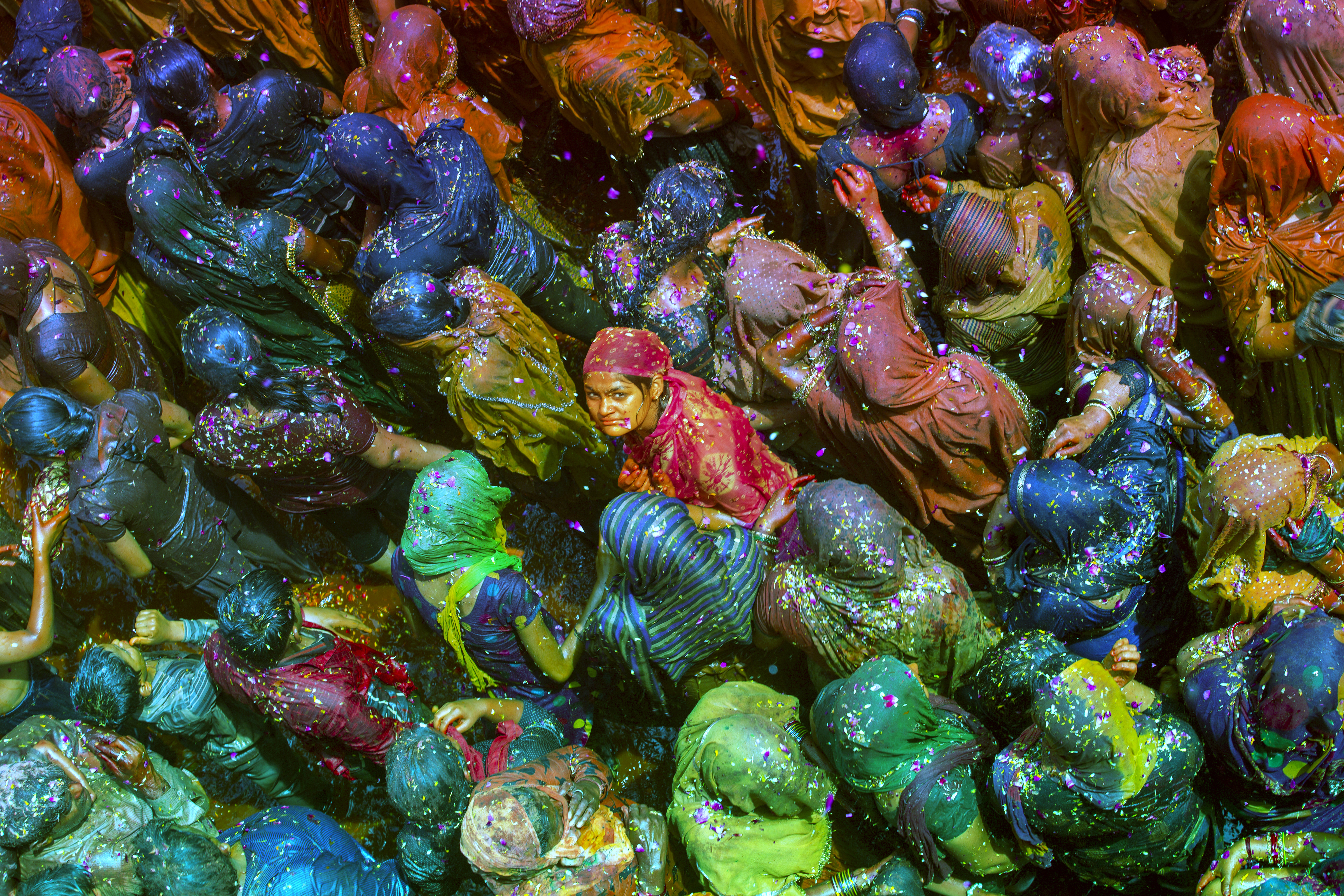
Foule enduite de gulal, ou poudres de couleurs, lors du Holi célébré à Mathura dans l’Uttar Pradesh.
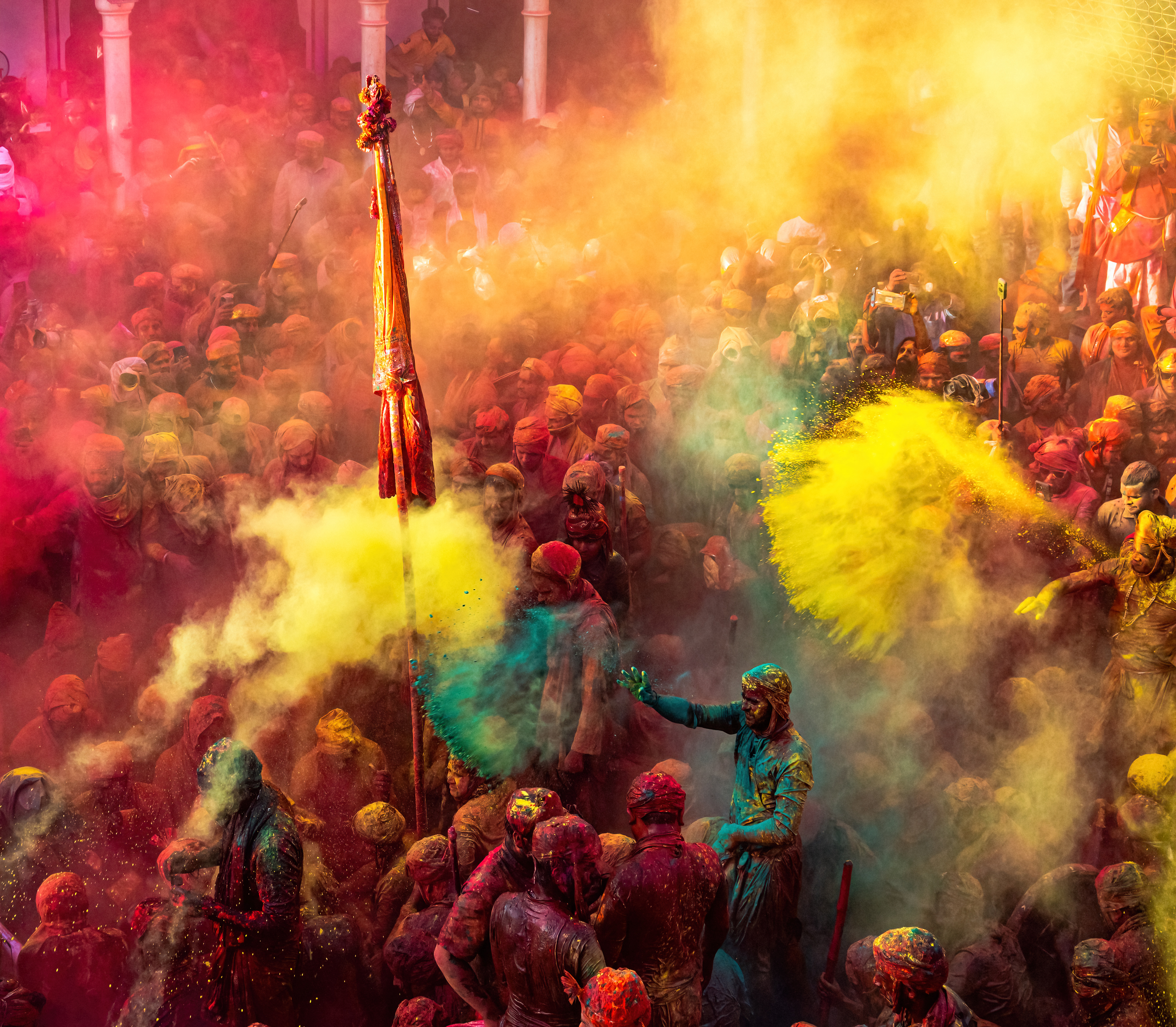
Holi à Nandgaon, Uttar Pradesh (en), une localité célèbre pour cette fête, qui y a lieu au cours d'un festival de 10 jours. Mars 2022.
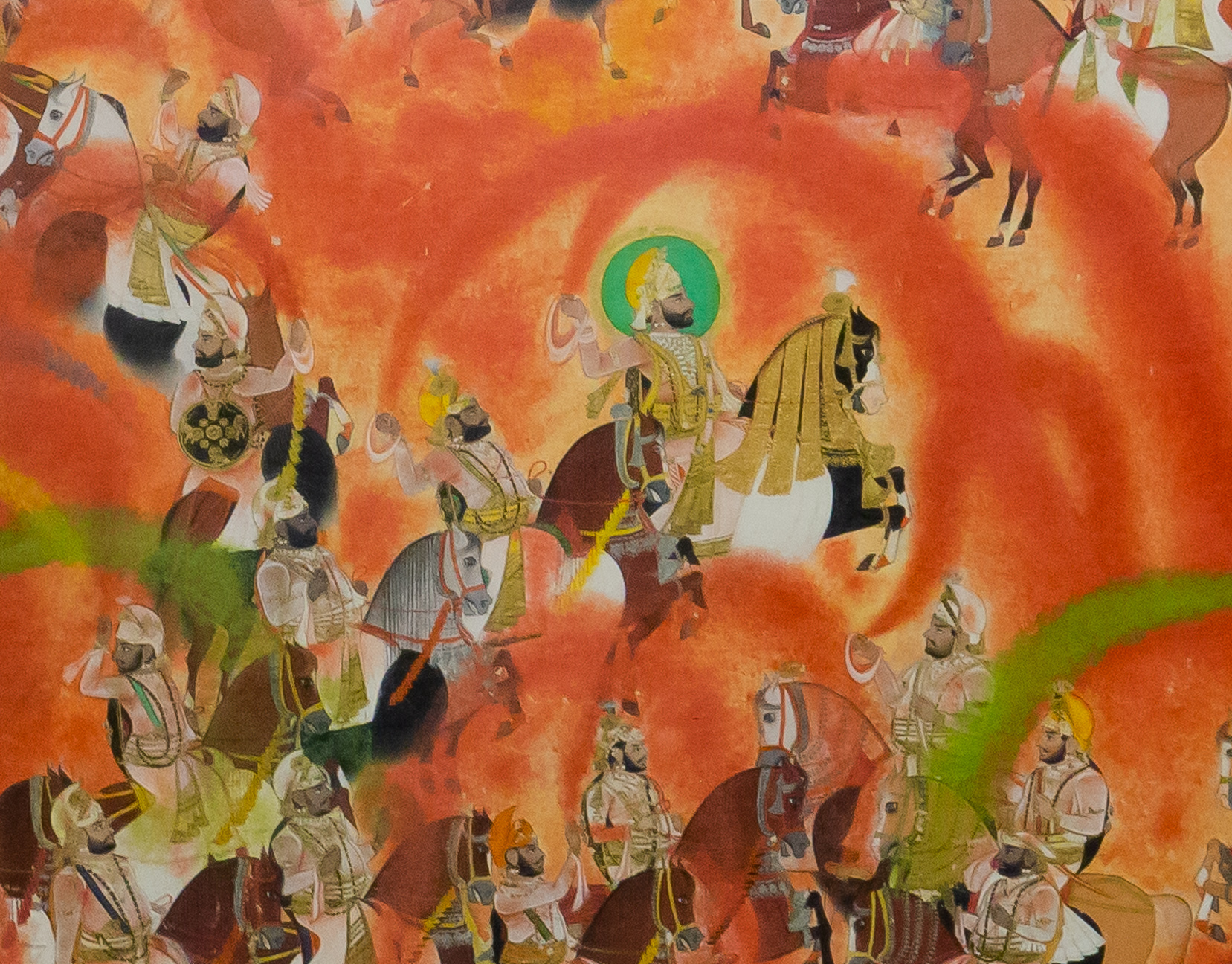
Le Maharana du Mewar Swarup Singh célébrant Holi avec sa cour. Détail d'une miniature du XIXe siècle conservée au City Palace d'Udaipur, Rajasthan.
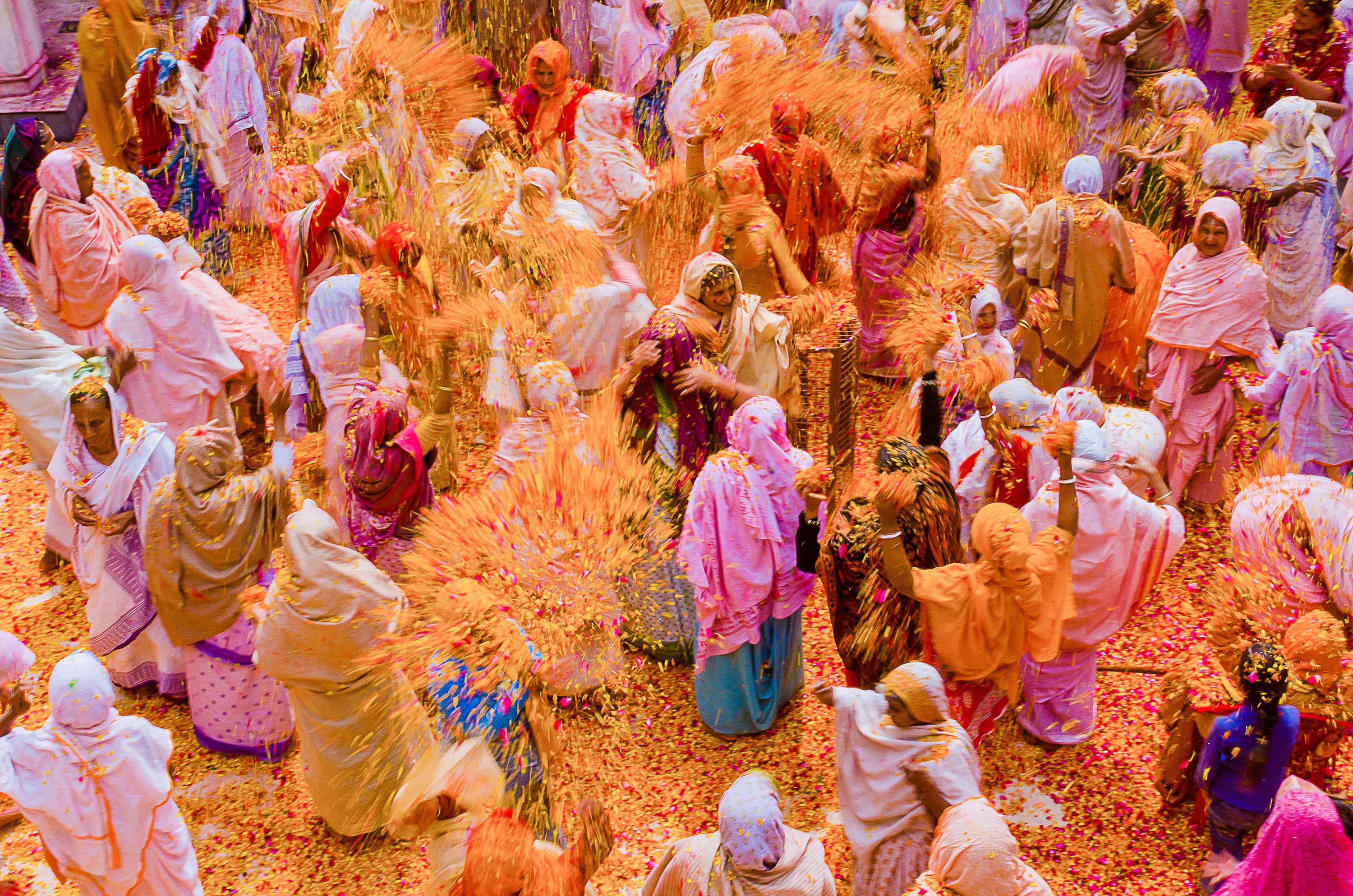
Des veuves nord-indiennes célébrants Holi. Un acte à contre-courant des interdits et injonctions à la retenue imposés traditionnellement à celles-ci.
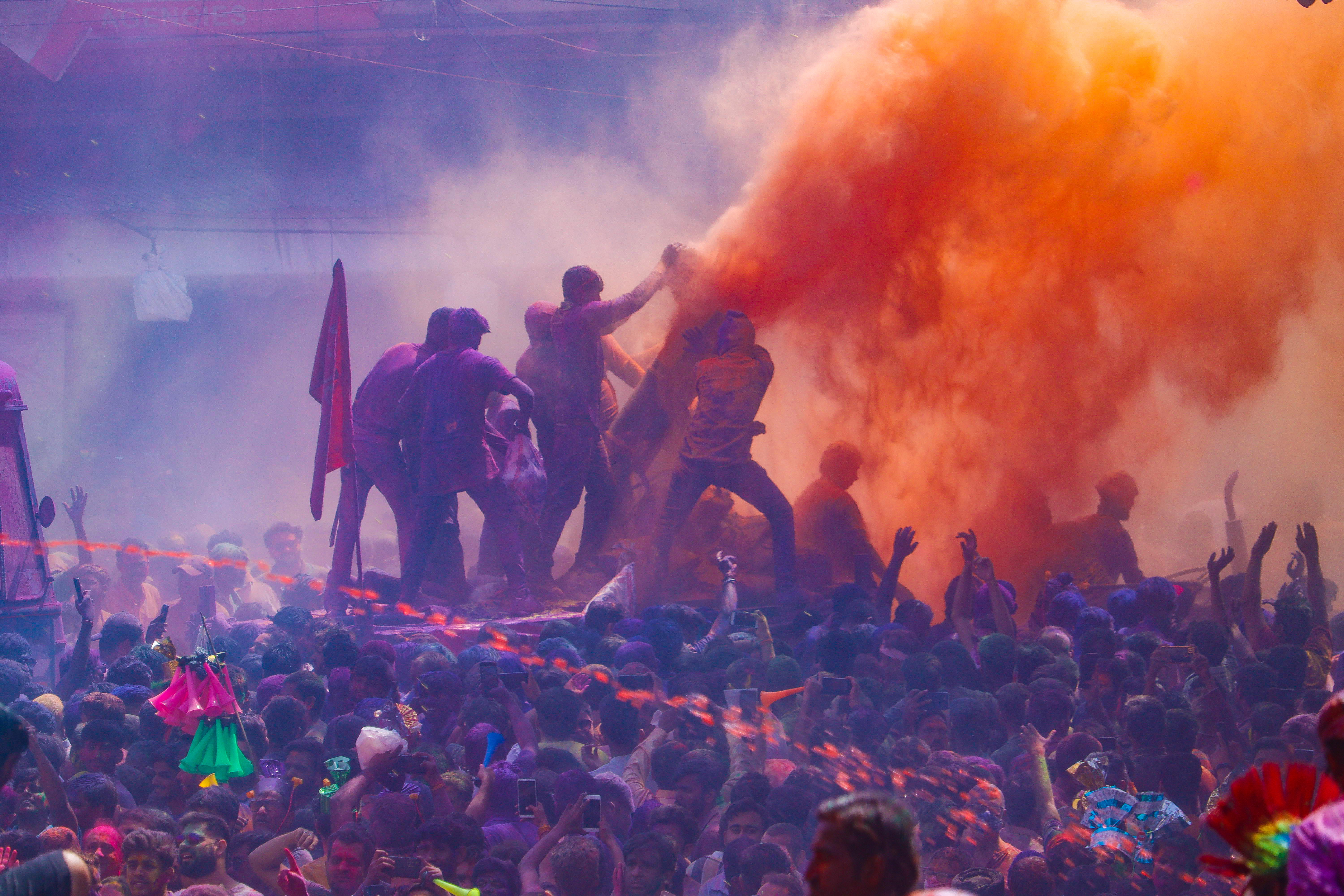
Célébration du Holi Gair à Indore, Madhya Pradesh. Un festival particulier à la région du Mâlvâ.
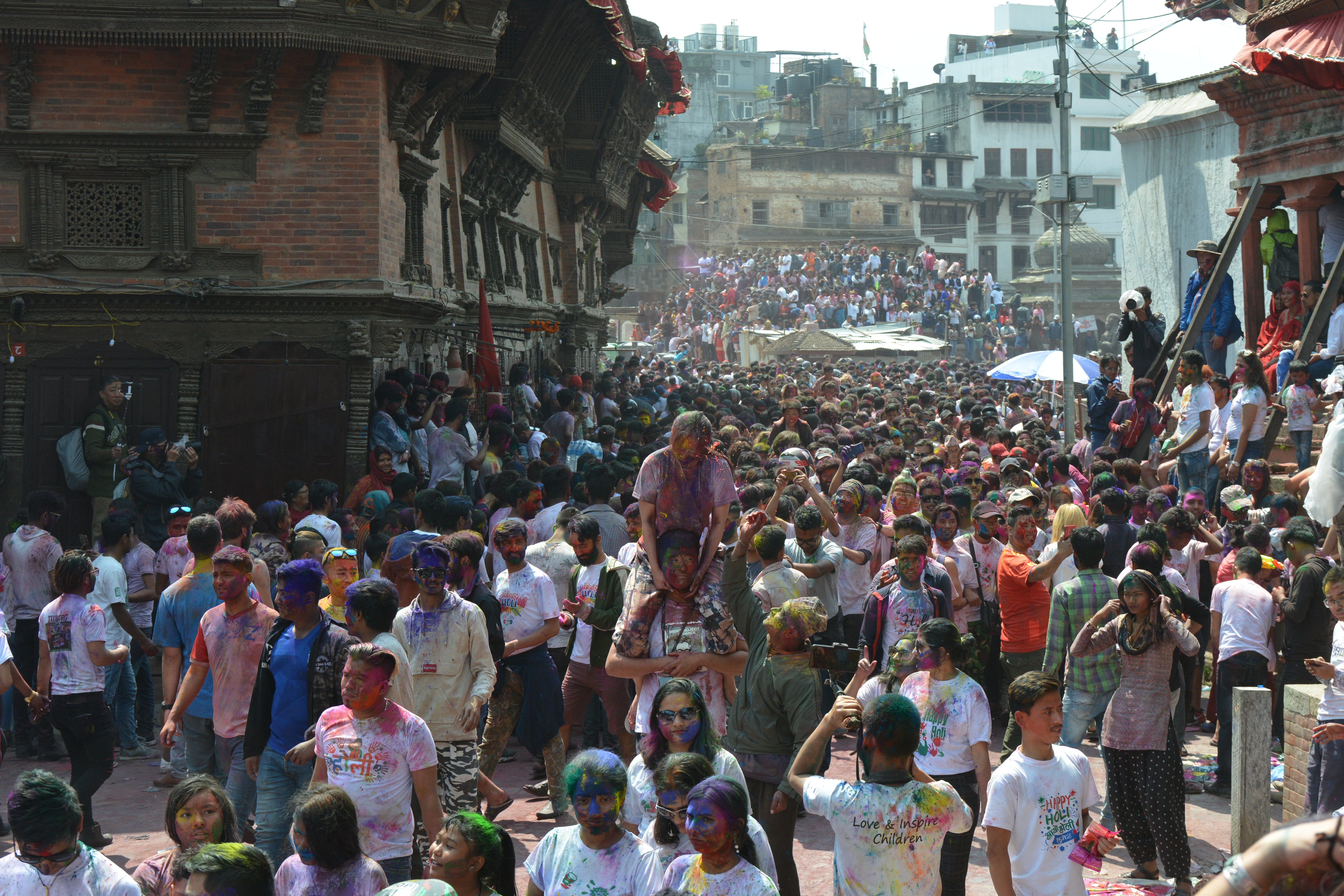
Foule de festivaliers dans la vieille ville de Katmandou, Népal.
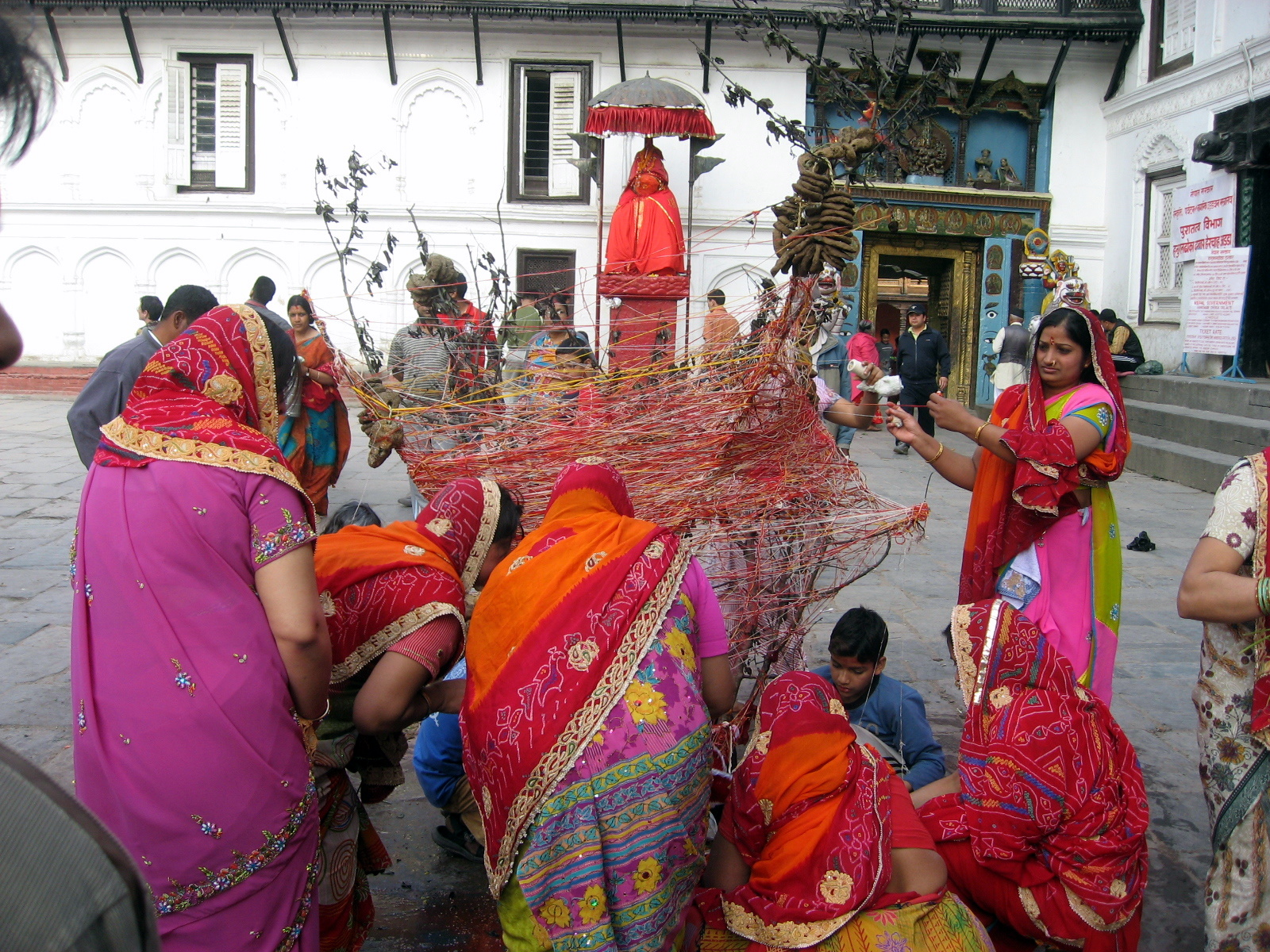
Femmes préparants le bûcher du Holika Dahan à Katmandou, effigie de la démone Holika, sœur de Hiranyakashipu, qui sera brûlé la nuit.
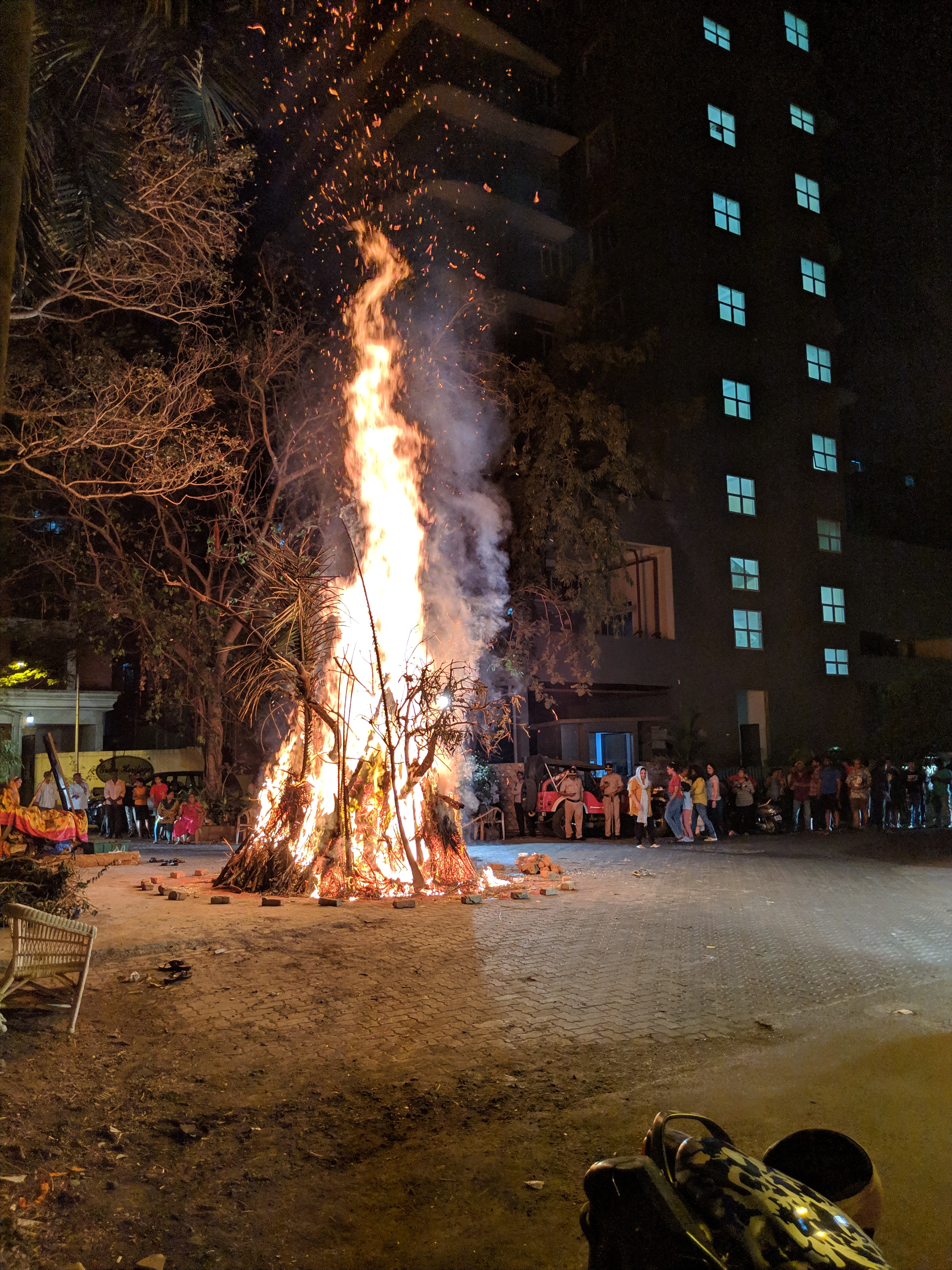
Un feu de joie de Holi au pied d'une copropriété de Bhandra, à Bombay.
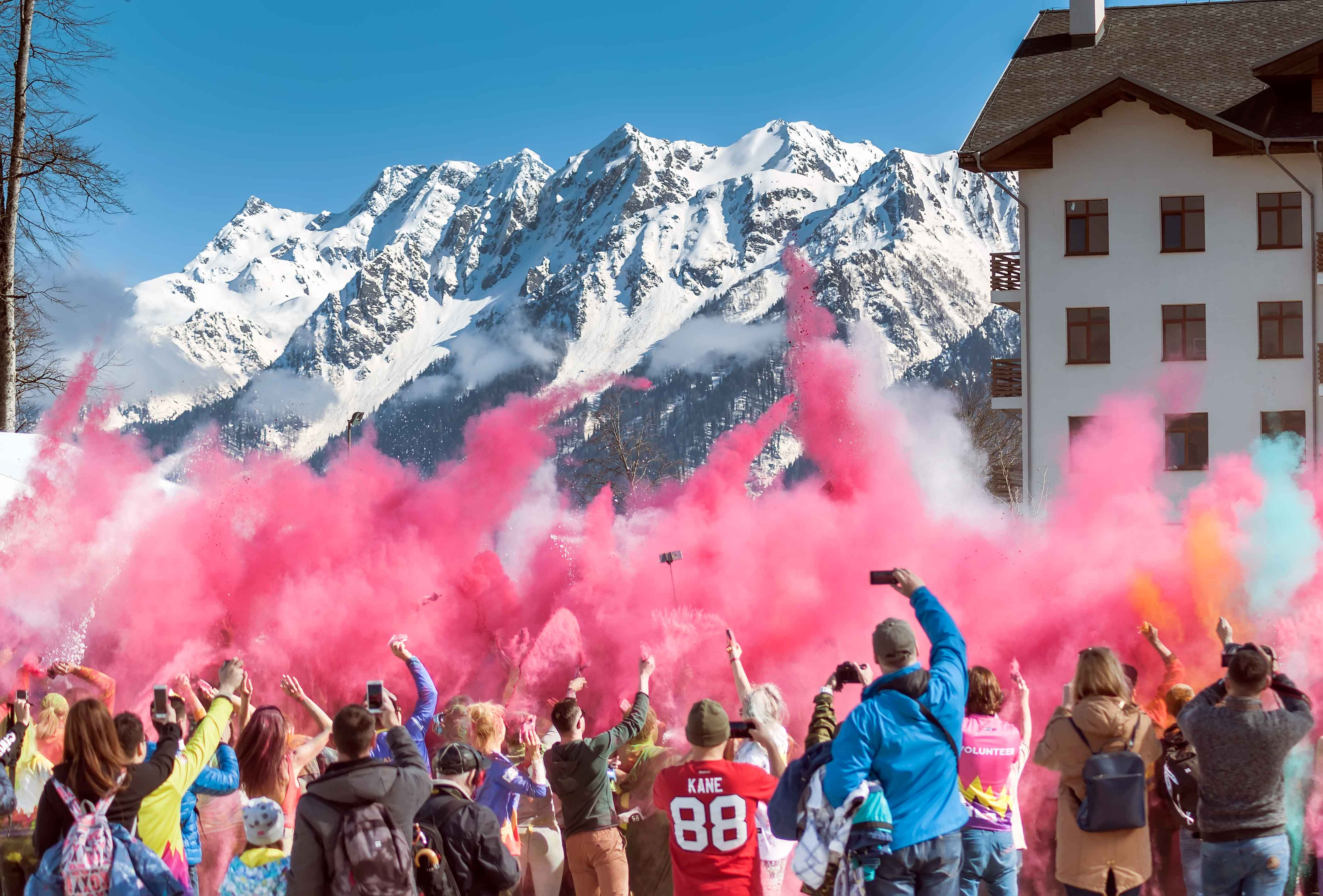
Holi a inspiré de nombreuses célébrations contemporaines de par le monde. Un "holi" au festival BoogelWoogel à la station de ski Rosa Khutor près de Sotchi, dans le Caucase russe.
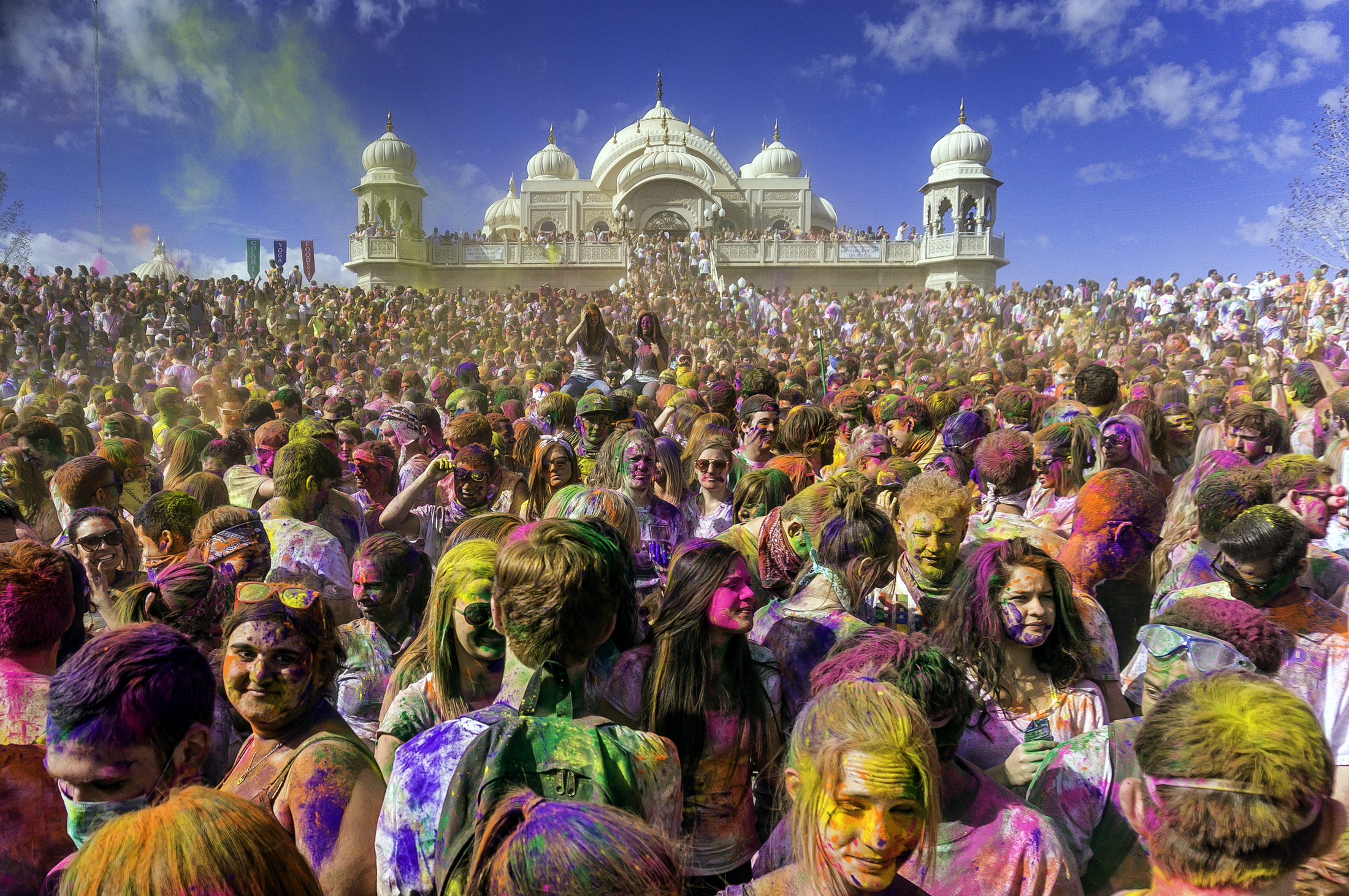
Célébration de Holi au temple ISKCON Sri Sri Radha Krishna de Spanish Fork, dans l'Utah aux États-Unis. Un évènement touristifié qui draine des visiteurs de tout le pays.
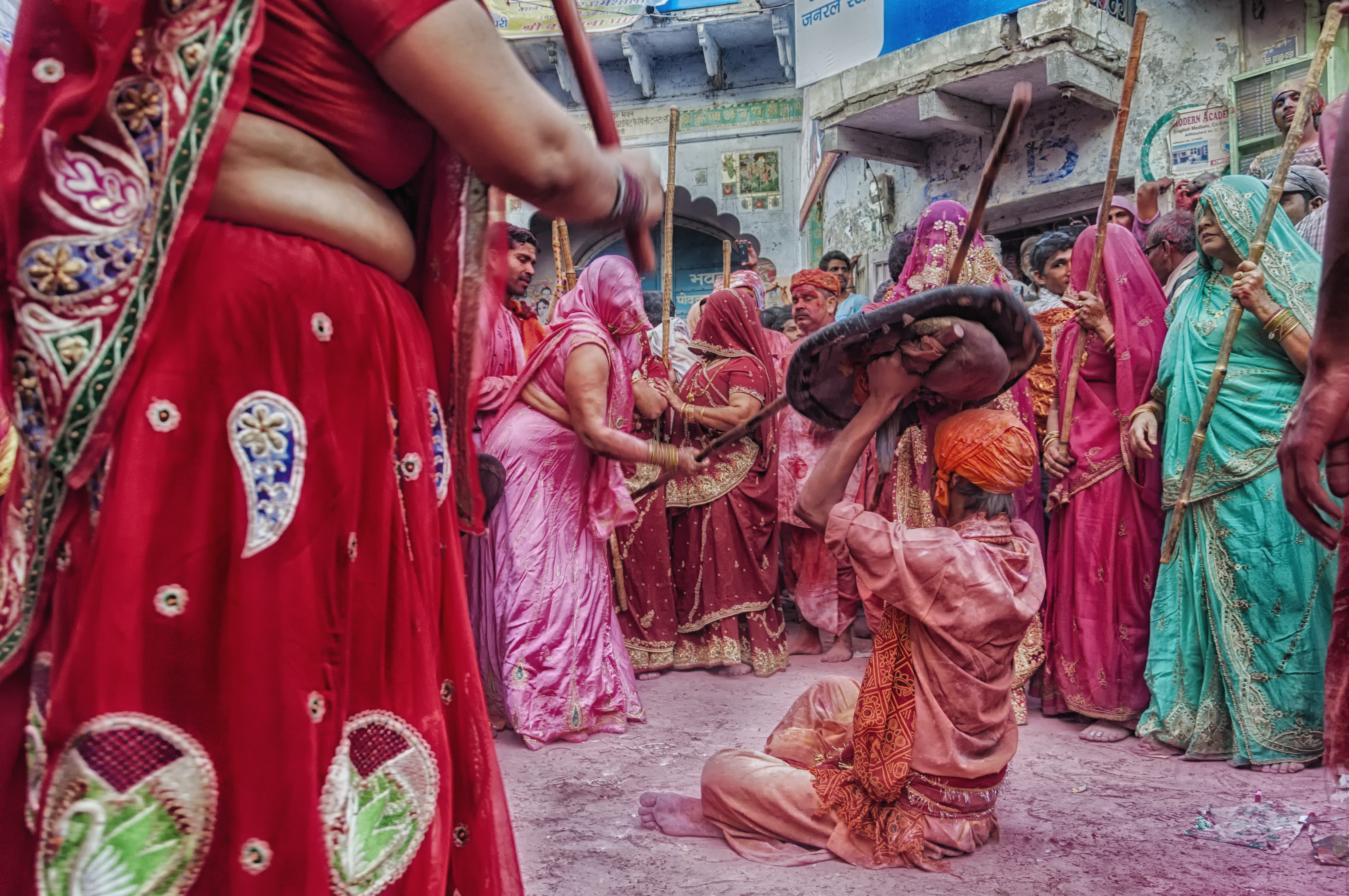
Femmes frappants un homme dans le cadre des festivités du Lathmar Holi à Barsana. Une célébration typique de la région de Mathura.
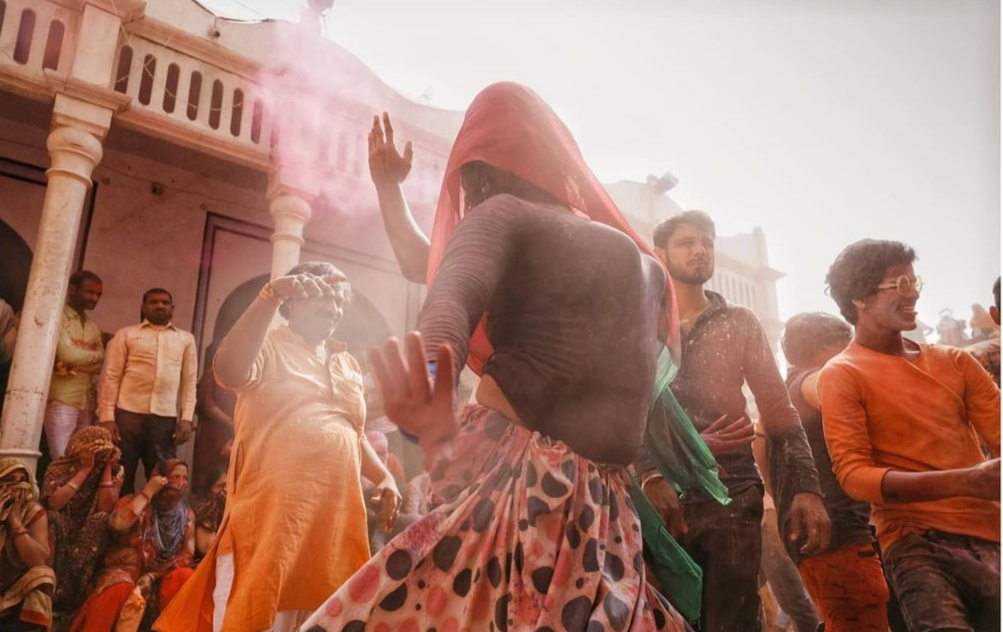
Une femme portant le ghoonghat, le voile traditionnel nord-indien, dansant en public lors de réjouissances à Nandgaon.
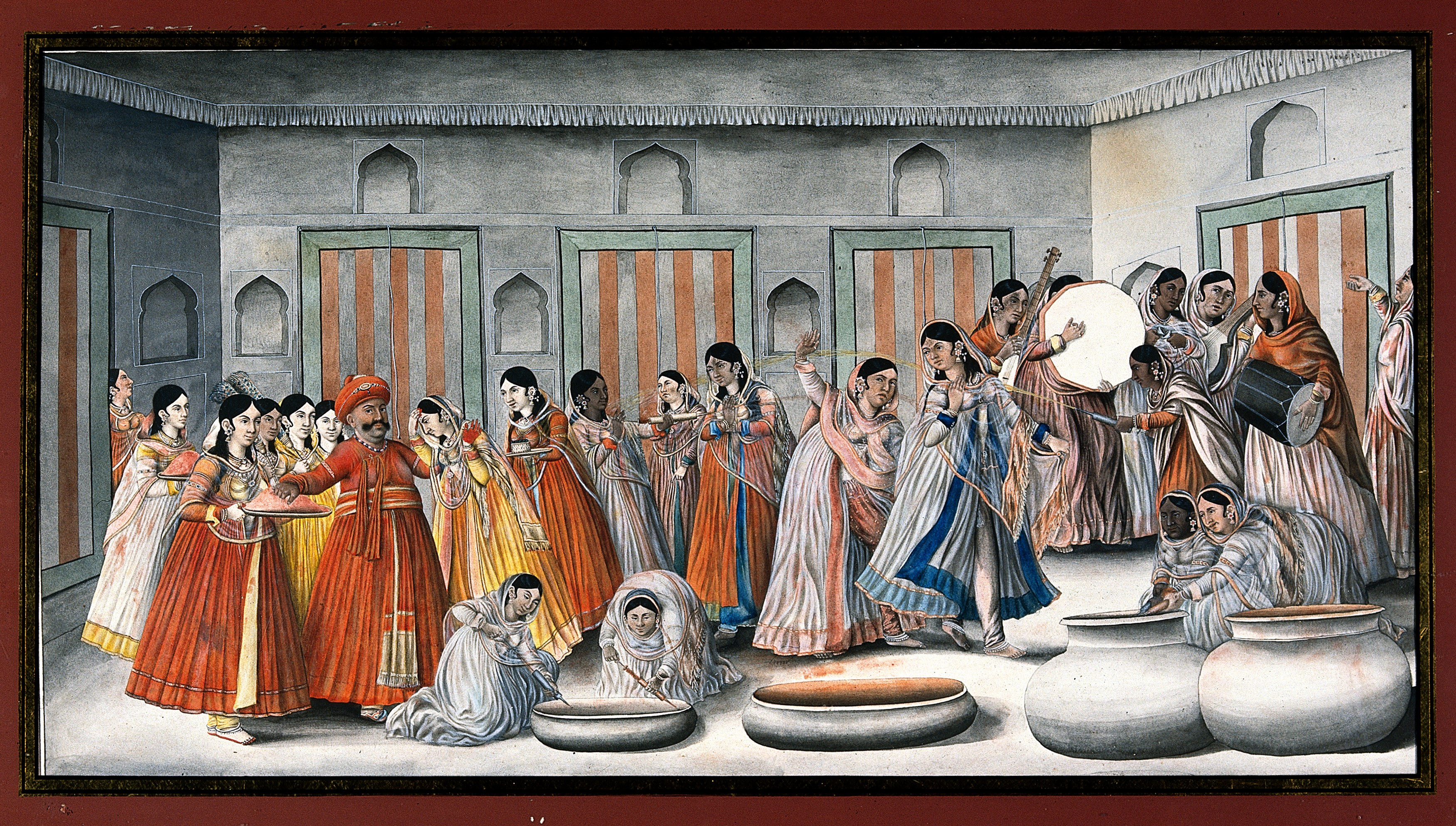
Holi dans une résidence noble Awadhie. Détail d'une miniature du XIXe siècle. Holi, ou Eid-e-Gulabi, était observé par un large pan de la société musulmane indienne[3].
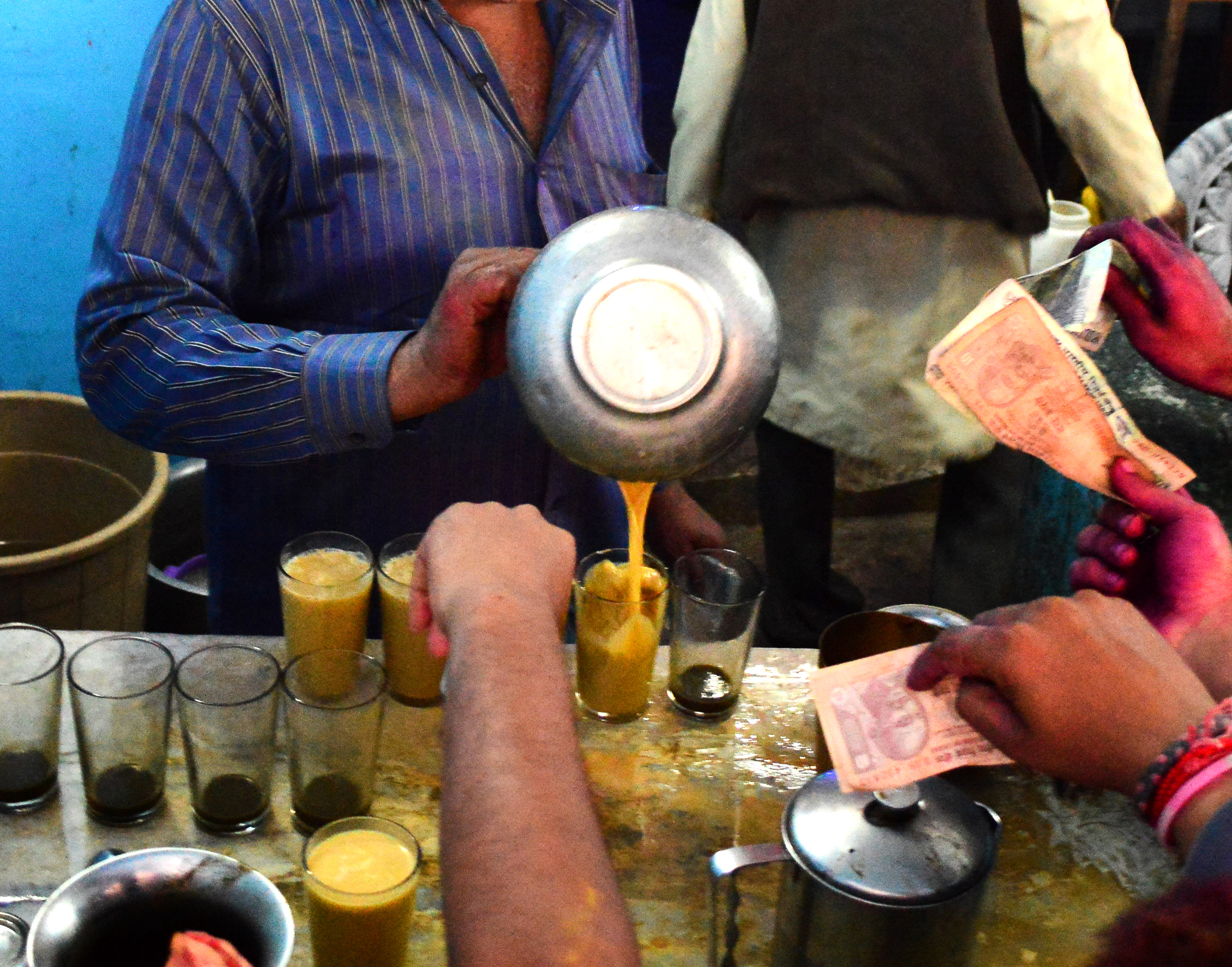
Vendeur de thandai, une boisson lactée consommé traditionnellement durant Holi. Préparé à l'occasion avec infusion de feuilles de canabis.
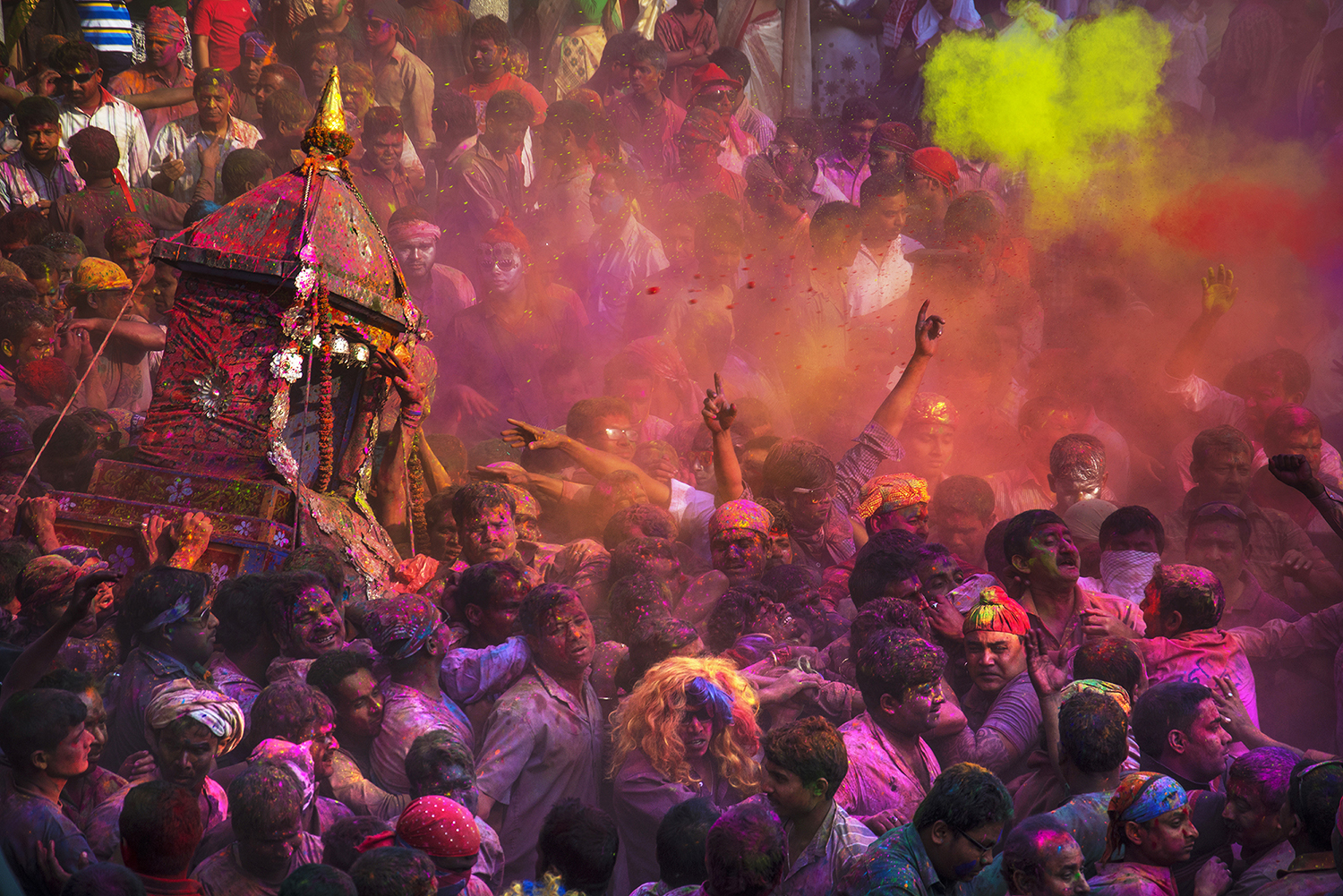
Barpeta en Assam, centre monastique vishnouïte important, est connu pour la procession religieuse qui s'y tient à Holi, attirant les pèlerins.
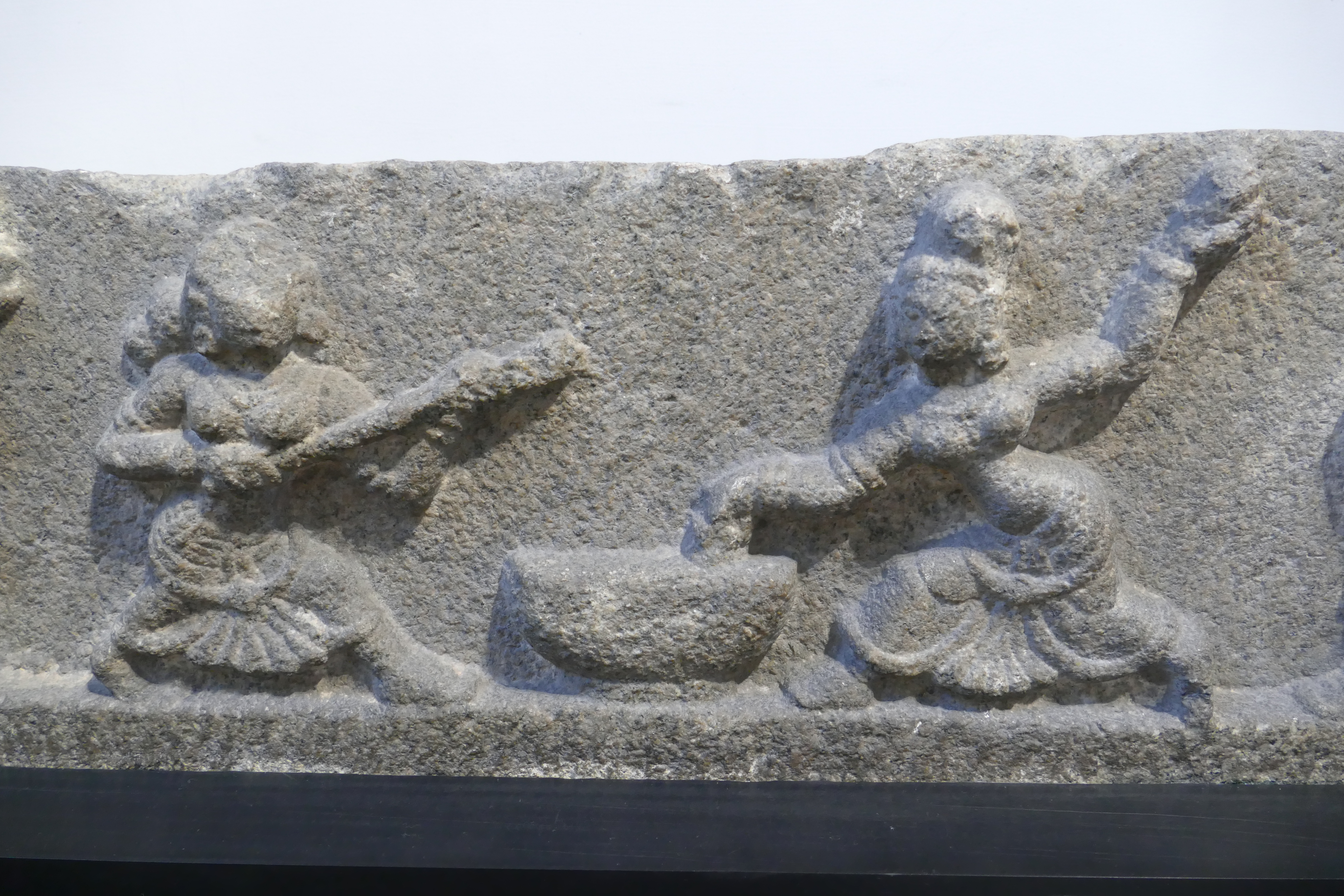
Femmes lors d'une réjouissance de Holi ou Vasantotsava. Bas-relief sur granite daté du XVe siècle, en provenance de Hampi.
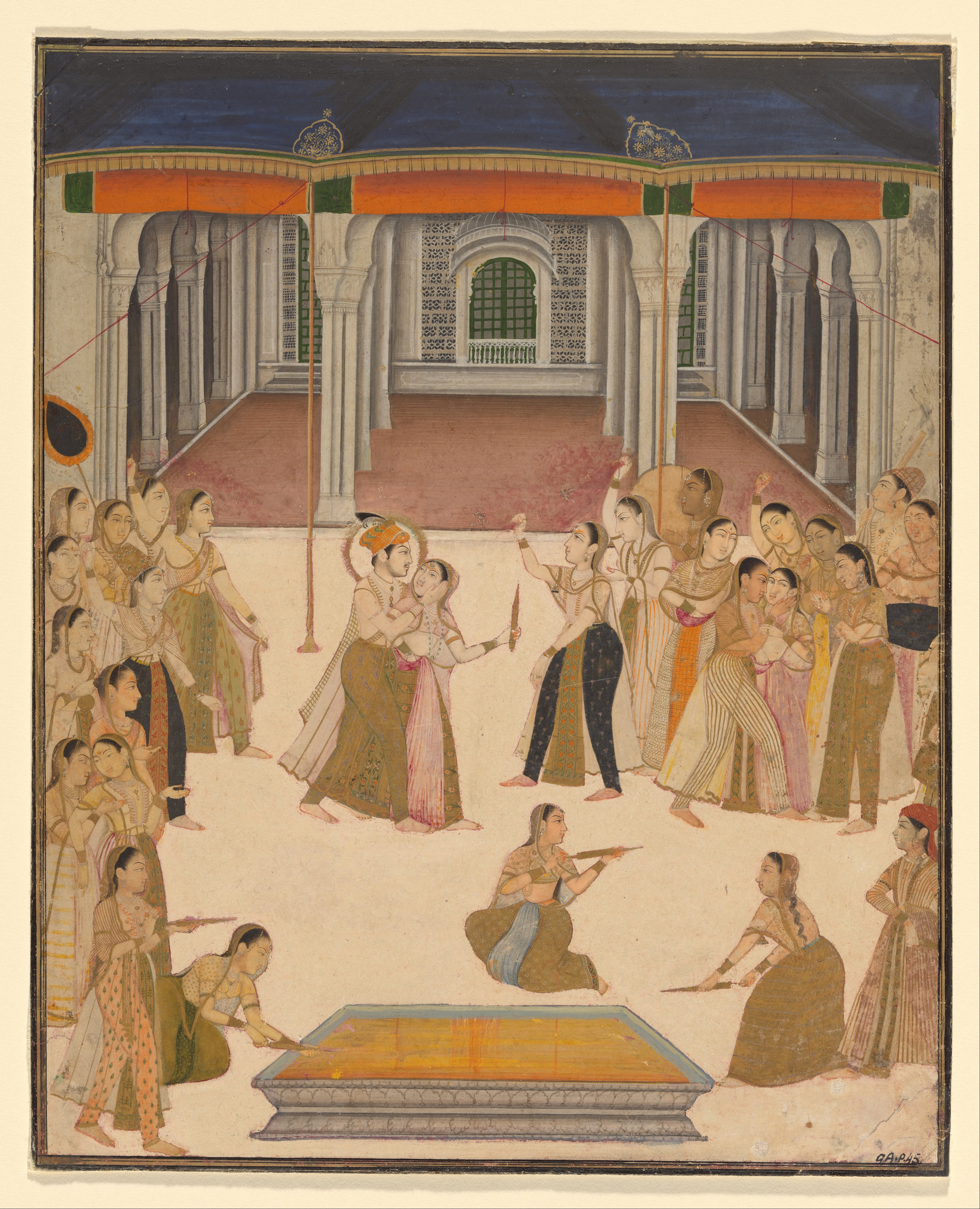
L'empereur moghol Jahângîr célébrant Holi au Zenana. Miniature du XIXe siècle.
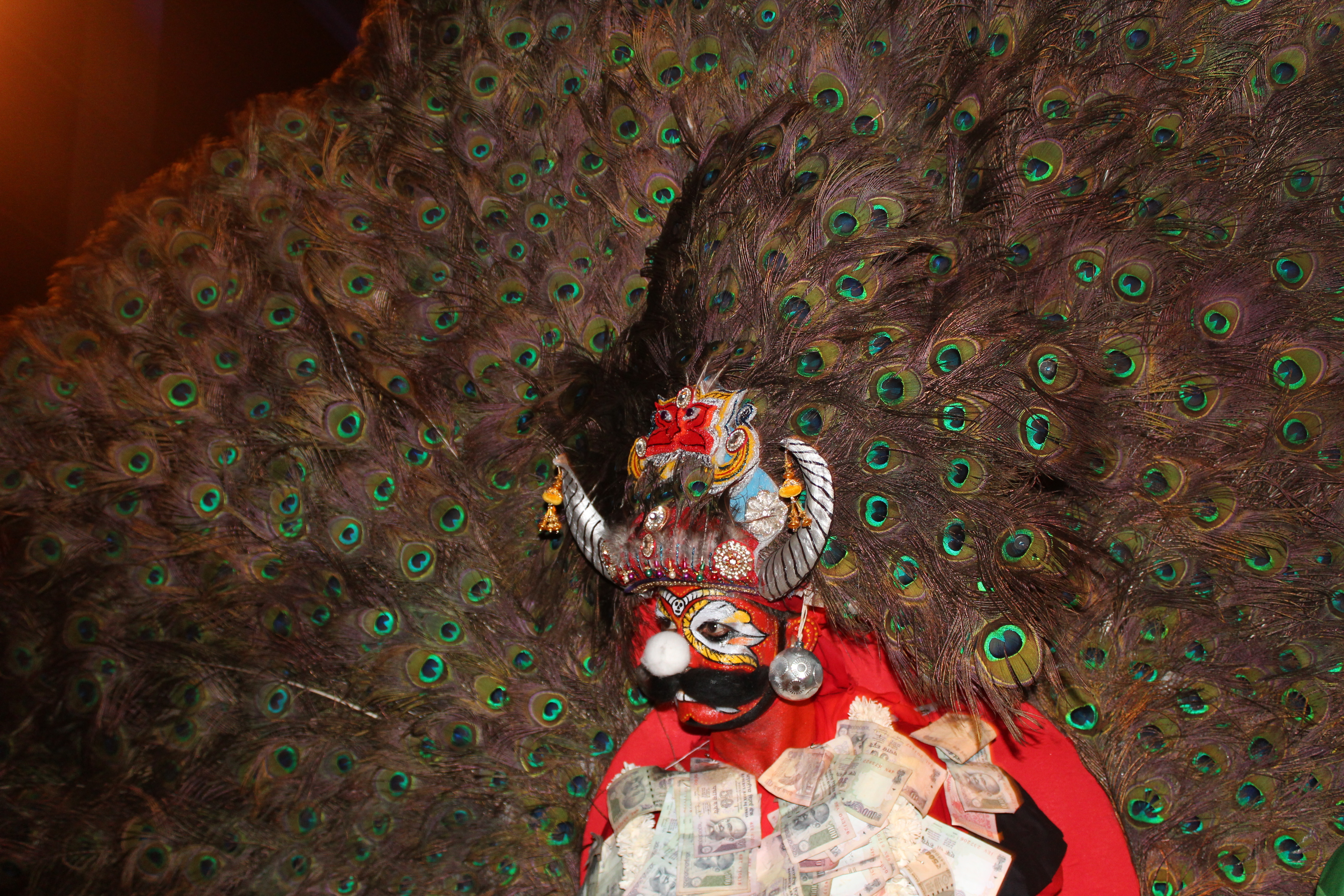
Bedara (chasseur) en procession lors du Bedara Vesha à Sirsi, au Karnataka. Une célébration bisannuelle organisée la veille de Holi.
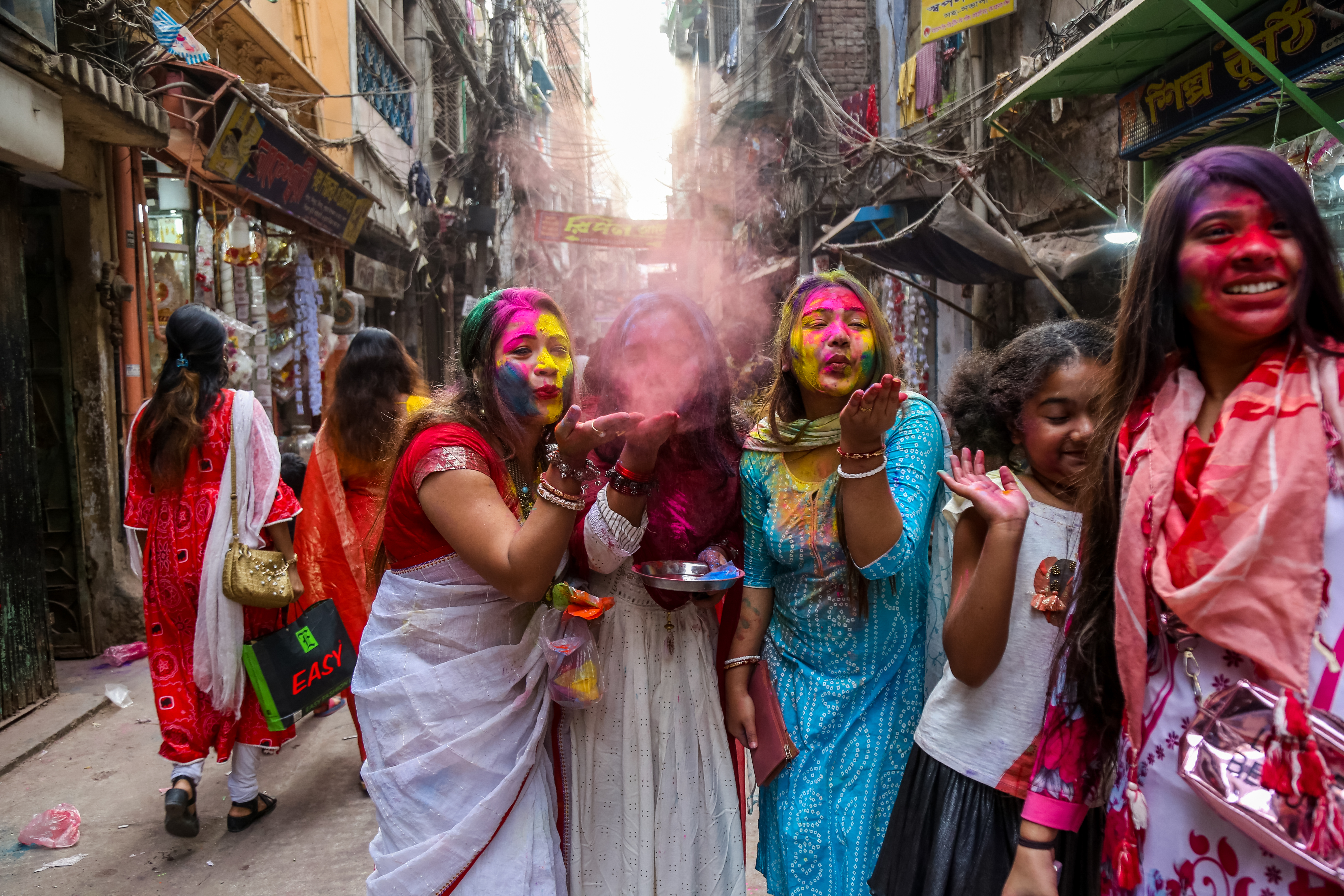
Célébration de Holi dans une rue d'une grande ville du Bangladesh, où il est appelé Dol Jatra ou Bôshonto Utshôb en bengali.

## Sources
- Itinéraires Photo : Déroulement et photographies de la fête de Holi à Mandawa, au Rajasthan.